# Popláka
Popláka (románul: Poplaca, németül: Gunzendorf) falu Romániában, Szeben megyében, az azonos nevű község központja. A Csindrel-hegység lábánál fekszik, Nagyszebentől 12 kilométerre délnyugatra.

## Fekvése
Nagyszebentől 12 kilométerre délnyugatra található. A DJ 106 R megyei úton közelíthető meg; a legközelebbi vasútállomás a nagyszebeni. Szomszédos községek: északkeleten Nagyszeben, délkeleten Resinár, délnyugatra Guraró, nyugatra Orlát, északnyugatra Kereszténysziget.

## Története
Első írásos említése 1488-ból maradt fenn Walachi Gonczesdorff néven. Az Orlát felé vezető út mellett újkőkorszaki illetve korai bronzkori leleteket tártak fel.

## Lakossága
1850-ben a község 2278 lakosából 2240 román, 4 német és 34 roma volt. 1992-re az 1734 lakos nemzetiségi összetétele a következőképpen alakult: 1685 román, 3 német és 45 roma.
A 2011-es népszámlálás adatai alapján a község népessége 1802 fő volt, melynek 94,4%-a román és 2,5%-a roma. Vallási hovatartozás szempontjából a lakosság 94,17%-a ortodox és 1,66%-a baptista.

## Nevezetességei
A község területéről az alábbi épületek szerepelnek a romániai műemlékek jegyzékében:
- 19. századi faház (LMI-kódja SB-II-m-B-12504)
- Keresztelő Szent János születése templom (SB-II-a-B-12505)